# Aussi-Also
Aussi-Also is een Australisch historisch merk van motorfietsen.
De bedrijfsnaam was: Russell, Walsh & Hitchcock, later The Aussi Also Motors & Manufacturing Company Ltd, Melbourne, Victoria. 
Russell, Walsh & Hitchcock produceerden al voor de Eerste Wereldoorlog brandstoftanks, spatborden en andere plaatwerkdelen voor de Australische auto- en motorindustrie. Pure Australische merken bestonden echter nauwelijks; bijna altijd ging het om assemblagebedrijven die onderdelen in Groot-Brittannië (motoren heel vaak in België) kochten en daar auto's en motorfietsen van maakten. 

## Prototypen
In 1919 besloten William en Isaac Walsh een geheel Australische motorfiets te bouwen. Hun prototype kreeg een zelf ontworpen 3½pk-tweetaktmotor, maar leverde te weinig cartercompressie waardoor het vermogen onder de maat bleef. Daarop bouwden ze ten minste twee 7-9pk-V-twins voor races en publiciteitsdoeleinden. 

## Aussi Also Motors & Mfg. Co. Ltd.
In mei 1920 richtten ze de Aussi Also Motors & Manufacturing Company Ltd. op, waardoor er een serieproductie moest kunnen starten. In advertenties werd de indruk gewekt dat er een grote, moderne fabriek met veel personeel klaar was voor de start. In werkelijkheid was het een kleine, oude smidse met weinig gereedschap. 
Er was wel al een prijslijst voor verschillende modellen: 
- eencilinder tweetakt: 65 pond
- tweecilinder viertakt: 65 pond
- tweecilinder tweetakt: 95 pon
- tweecilinder viertakt: 110 pond

Boeren en bedrijven konden de motorfiets ook gebruiken als stationaire motor, omdat het achterwiel vervangen kon worden door een vliegwiel voor riemaandrijving van machines. 
Het bedrijf claimde dat er al in juni 1920 40 machines in aanbouw waren en dat men 25 motorfietsen per maand zou kunnen afleveren doordat er 50 werknemers waren. In werkelijkheid was de negatieve publiciteit over het falende prototype er mede oorzaak van dat er nooit een serieuze productie kwam. Het eindigde ermee dat William Marsh de prototypen te koop zette en Isaac terugging naar de familieboerderij in Kilmany. 